# الغواصة الألمانية يو-8 (1935)
يو-8 غواصة من الفئة الثانية خدمت في ألمانيا النازية لبحريتها كريغسمرين، ومقرها في كييل خلال الحرب العالمية الثانية. كانت واحدة من الإصدارات الأصغر، وأطلقت لأول مرة في 16 يوليو 1935. كان قائدها الأول هارالد جروس. تسلم قيادتها قادزر هذه الغواصة خلال فترة خدمتها، وكان آخرهم يورغن كريجشامر.